# Подносова, Ирина Леонидовна
Ири́на Леони́довна Подно́сова (урождённая Лунёва; 29 октября 1953, Псков, РСФСР, СССР — 22 июля 2025, Москва, Россия) — советский и российский юрист. Председатель Верховного суда Российской Федерации в 2024—2025 годах. Заместитель председателя Верховного суда Российской Федерации — председатель Судебной коллегии по экономическим спорам Верховного суда Российской Федерации с 24 июля 2020 по 17 апреля 2024 года. Сопредседатель Научно-консультативного совета, член Президиума Верховного суда Российской Федерации. В 2018—2020 годах — председатель Второго апелляционного суда общей юрисдикции, в 2017—2018 годах — председатель Ленинградского областного суда.

## Биография

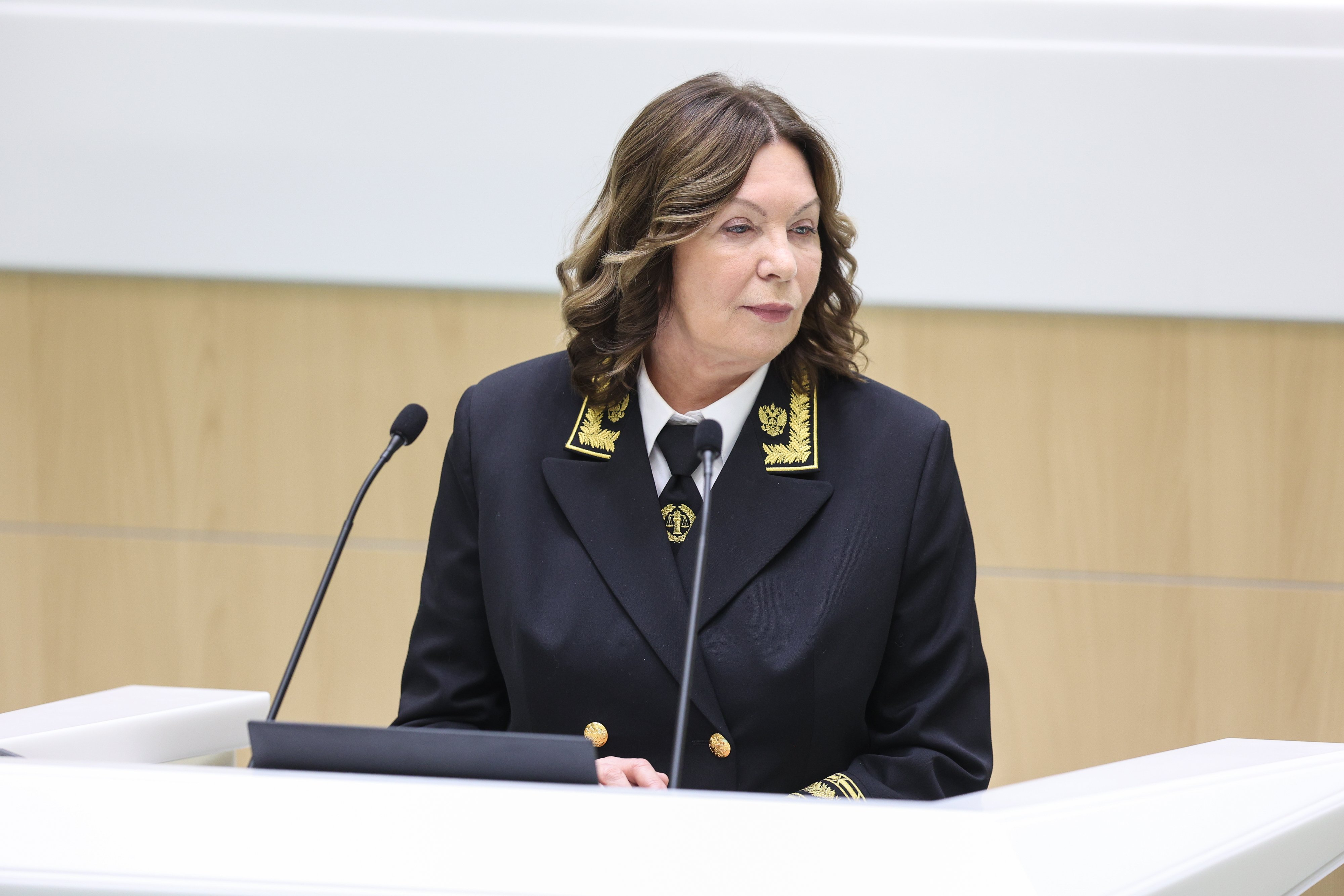
Ирина Подносова на заседании Совета Федерации, 17 апреля 2024 года

Родилась 29 октября 1953 года в Пскове. В 1970 году поступила на юридический факультет Ленинградского государственного университета (специальность «правоведение»), училась на одном курсе с будущим президентом России Владимиром Путиным. Окончила вуз в 1975 году.
В 1975—1978 годах работала консультантом отдела юстиции Леноблисполкома. В 1978—1979 годах — юрист Вольского завода строительных изделий Саратовской области.
С 1979 года — на работе в Вольском городском торге Саратовской области, последовательно занимала должности юрисконсульта, старшего юрисконсульта и начальника юридического отдела.
В 1990 году стала судьей Лужского городского суда Ленинградской области, в 2003 году назначена на должность председателя данного суда. С 2002 по 2012 год являлась членом Совета судей Ленинградской области, в 2006—2008 и 2010—2012 годах занимала должность председателя совета.
В 2013 году назначена на должность заместителя председателя Ленинградского областного суда. С 2016 года является членом Совета судей Российской Федерации. В 2017 году возглавила Ленинградский областной суд, став его председателем.
В 2018—2020 годах занимала должность председателя Второго апелляционного суда общей юрисдикции. «Из-за возрастного ценза (70 лет) 65-летняя Ирина Подносова была назначена сроком на пять лет вместо предусмотренных шести», — отмечало издание «Коммерсантъ».
Постановлением Совета Федерации Федерального собрания Российской Федерации от 24 июля 2020 года назначена заместителем Председателя Верховного суда Российской Федерации — председателем Судебной коллегии по экономическим спорам.
В феврале 2024 года скончался председатель Верховного суда Российской Федерации Вячеслав Лебедев. Единственным участником объявленного после его смерти конкурса на должность руководителя Верховного суда стала Ирина Подносова. 1 апреля 2024 года Высшая квалификационная коллегия судей единогласно рекомендовала Подносову на должность председателя Верховного суда Российской Федерации. 17 апреля 2024 года Совет Федерации назначил Подносову председателем Верховного суда РФ.
Имела высший квалификационный класс судьи.
Умерла 22 июля 2025 года в Москве в возрасте 71 года после онкологического заболевания. Церемония прощания состоялась 24 июля 2025 года в Центральной клинической больнице в Москве. На церемонию приехал президент России Владимир Путин, который почтил память Ирины Подносовой, возложив цветы к гробу и выразив соболезнования её родным. Похоронена 25 июля 2025 года в городе Луга Ленинградской области.

## Награды
- Орден Почёта (2022)[14].
- Почётная грамота Президента Российской Федерации (2023)[14].

## Оценки
Заместитель председателя комитета Государственной думы по экономической политике Артём Кирьянов отмечал, что на своём посту Подносова выступала в качестве инициатора законопроектов, ведущих к декриминализации экономических преступлений.